# Ghislain Akassou
Ghislain Akassou (Abidjan, 15 febbraio 1975) è un ex calciatore e procuratore ivoriano, di ruolo difensore.

## Carriera
Figlio d'arte (il padre è stato un grande difensore, considerato come uno dei migliori centrali africani di tutti i tempi), inizia nelle giovanili dell'ASEC Mimosas, dove gioca fino al 1998. In quell'anno lo contatta il Lugano, tramite un intermediario francese, mentre stava disputando la Coppa d'Africa: nonostante le offerte dalla Francia e dai Paesi Bassi, alla fine va in porto l'affare con la squadra svizzera.
A Lugano colleziona discrete prestazioni e lo adocchia la Pistoiese, che lo porta in Italia. Con la maglia arancione si mette in mostra giocando con continuità ed evidenziando un rendimento affidabile, realizzando anche due reti (segnò a Como contro i locali e a Pistoia il gol-partita nella vittoria casalinga contro il Cittadella). Gli osservatori della vicina Siena decidono quindi di portarlo in bianconero, dove gioca sporadicamente, collezionando appena 10 presenze. Riparte accasandosi in C1 a Prato, dove gioca da titolare. Si lascia poi convincere a scendere di categoria dall'ambizioso Latina, il cui Patron Sciarretta sembra deciso a creare una squadra capace di salire in C1. Tuttavia si fa travolgere dalla crisi della squadra nerazzurra (che a fine stagione addirittura fallisce) e per problemi personali decide di rescindere il contratto a dicembre; quando sembrava ormai deciso ad accettare l'offerta di una squadra della massima divisione turca arrivò la proposta della Sambenedettese, dove però giocò appena 3 gare.
Dal 2006 la sua carriera non conosce più sviluppi, e resta inattivo, nonostante le ultime voci, risalenti a febbraio del 2008, lo vedessero vicino alla Juve Stabia, club campano di C1, che sembrava interessata ad ingaggiarlo.
Dopo il prematuro ritiro, appreso da anni di anonimato, entra a far parte dello staff dell'Area Tecnica della Player Management, un'agenzia di procuratori sportivi.

## Statistiche

### Cronologia presenze e reti in Nazionale
| Cronologia completa delle presenze e delle reti in nazionale ― Costa d'Avorio | Cronologia completa delle presenze e delle reti in nazionale ― Costa d'Avorio | Cronologia completa delle presenze e delle reti in nazionale ― Costa d'Avorio | Cronologia completa delle presenze e delle reti in nazionale ― Costa d'Avorio | Cronologia completa delle presenze e delle reti in nazionale ― Costa d'Avorio | Cronologia completa delle presenze e delle reti in nazionale ― Costa d'Avorio | Cronologia completa delle presenze e delle reti in nazionale ― Costa d'Avorio | Cronologia completa delle presenze e delle reti in nazionale ― Costa d'Avorio |
| Data                                                                          | Città                                                                         | In casa                                                                       | Risultato                                                                     | Ospiti                                                                        | Competizione                                                                  | Reti                                                                          | Note                                                                          |
| ----------------------------------------------------------------------------- | ----------------------------------------------------------------------------- | ----------------------------------------------------------------------------- | ----------------------------------------------------------------------------- | ----------------------------------------------------------------------------- | ----------------------------------------------------------------------------- | ----------------------------------------------------------------------------- | ----------------------------------------------------------------------------- |
| 8-1-1997                                                                      | Bouaké                                                                        | Costa d'Avorio                                                                | 2 – 1                                                                         | Guinea                                                                        | Amichevole                                                                    | -                                                                             | 46’                                                                           |
| 26-1-1997                                                                     | Bouaké                                                                        | Costa d'Avorio                                                                | 1 – 0                                                                         | Benin                                                                         | Qual. Coppa d'Africa 1998                                                     | -                                                                             |                                                                               |
| 23-2-1997                                                                     | Bamako                                                                        | Mali                                                                          | 1 – 2                                                                         | Costa d'Avorio                                                                | Qual. Coppa d'Africa 1998                                                     | -                                                                             |                                                                               |
| 8-5-1997                                                                      | Bouaké                                                                        | Costa d'Avorio                                                                | 4 – 1                                                                         | Senegal                                                                       | Amichevole                                                                    | -                                                                             |                                                                               |
| 22-6-1997                                                                     | Bouaké                                                                        | Costa d'Avorio                                                                | 2 – 1                                                                         | Algeria                                                                       | Qual. Coppa d'Africa 1998                                                     | -                                                                             | 46’                                                                           |
| 13-7-1997                                                                     | Cotonou                                                                       | Benin                                                                         | 0 – 0                                                                         | Costa d'Avorio                                                                | Qual. Coppa d'Africa 1998                                                     | -                                                                             |                                                                               |
| 27-7-1997                                                                     | Bouaké                                                                        | Costa d'Avorio                                                                | 4 – 2                                                                         | Mali                                                                          | Qual. Coppa d'Africa 1998                                                     | -                                                                             | Uscita                                                                        |
| 29-1-1998                                                                     | Bouaké                                                                        | Costa d'Avorio                                                                | 4 – 1                                                                         | Mozambico                                                                     | Amichevole                                                                    | -                                                                             | Ingresso                                                                      |
| 16-2-1998                                                                     | Ouagadougou                                                                   | Angola                                                                        | 2 – 5                                                                         | Costa d'Avorio                                                                | Coppa d'Africa 1998 - 1º turno                                                | -                                                                             | 81’                                                                           |
| 21-2-1998                                                                     | Ouagadougou                                                                   | Costa d'Avorio                                                                | 0 – 0 dts (4 – 5 dtr)                                                         | Egitto                                                                        | Coppa d'Africa 1998 - Quarti di finale                                        | -                                                                             | 46’ 90+4’                                                                     |
| 4-10-1998                                                                     | Bamako                                                                        | Mali                                                                          | 0 – 1                                                                         | Costa d'Avorio                                                                | Qual. Coppa d'Africa 2000                                                     | -                                                                             | 21’                                                                           |
| 28-2-1999                                                                     | Pointe-Noire                                                                  | Rep. del Congo                                                                | 1 – 0                                                                         | Costa d'Avorio                                                                | Qual. Coppa d'Africa 2000                                                     | -                                                                             | 88’                                                                           |
| 20-6-1999                                                                     | Abidjan                                                                       | Costa d'Avorio                                                                | 0 – 0                                                                         | Mali                                                                          | Qual. Coppa d'Africa 2000                                                     | -                                                                             | 39’                                                                           |
| 31-1-2000                                                                     | Accra                                                                         | Ghana                                                                         | 0 – 2                                                                         | Costa d'Avorio                                                                | Coppa d'Africa 2000 - 1º turno                                                | -                                                                             | Ammonizione                                                                   |
| 9-4-2000                                                                      | Kigali                                                                        | Ruanda                                                                        | 2 – 2                                                                         | Costa d'Avorio                                                                | Qual. Mondiali 2002                                                           | 1                                                                             | 22’                                                                           |
| 23-4-2000                                                                     | Abidjan                                                                       | Costa d'Avorio                                                                | 2 – 0                                                                         | Ruanda                                                                        | Qual. Mondiali 2002                                                           | -                                                                             | 58’                                                                           |
| 18-6-2000                                                                     | Abidjan                                                                       | Costa d'Avorio                                                                | 2 – 2                                                                         | Tunisia                                                                       | Qual. Mondiali 2002                                                           | -                                                                             |                                                                               |
| 2-7-2000                                                                      | Niamey                                                                        | Niger                                                                         | 0 – 1                                                                         | Costa d'Avorio                                                                | Qual. Mondiali 2002                                                           | -                                                                             | 47’                                                                           |
| 16-7-2000                                                                     | Abidjan                                                                       | Costa d'Avorio                                                                | 6 – 0                                                                         | Niger                                                                         | Qual. Mondiali 2002                                                           | -                                                                             |                                                                               |
| 2-9-2000                                                                      | Alessandria d'Egitto                                                          | Egitto                                                                        | 1 – 0                                                                         | Costa d'Avorio                                                                | Qual. Mondiali 2002                                                           | -                                                                             |                                                                               |
| 19-11-2000                                                                    | Abidjan                                                                       | Costa d'Avorio                                                                | 2 – 1                                                                         | Libia                                                                         | Qual. Coppa d'Africa 2002                                                     | -                                                                             |                                                                               |
| 28-1-2001                                                                     | Antananarivo                                                                  | Madagascar                                                                    | 1 – 3                                                                         | Costa d'Avorio                                                                | Qual. Mondiali 2002                                                           | -                                                                             | 75’                                                                           |
| 10-3-2001                                                                     | Kinshasa                                                                      | RD del Congo                                                                  | 1 – 2                                                                         | Costa d'Avorio                                                                | Qual. Mondiali 2002                                                           | -                                                                             |                                                                               |
| 1-7-2001                                                                      | Abidjan                                                                       | Costa d'Avorio                                                                | 6 – 0                                                                         | Madagascar                                                                    | Qual. Mondiali 2002                                                           | -                                                                             |                                                                               |
| 15-7-2001                                                                     | Pointe-Noire                                                                  | Rep. del Congo                                                                | 1 – 1                                                                         | Costa d'Avorio                                                                | Qual. Mondiali 2002                                                           | -                                                                             | 86’                                                                           |
| 12-1-2002                                                                     | Bouaké                                                                        | Costa d'Avorio                                                                | 1 – 1                                                                         | Nigeria                                                                       | Amichevole                                                                    | -                                                                             |                                                                               |
| 29-1-2002                                                                     | Kayes                                                                         | RD del Congo                                                                  | 3 – 1                                                                         | Costa d'Avorio                                                                | Coppa d'Africa 2002 - 1º turno                                                | -                                                                             | 25’                                                                           |
| 30-4-2003                                                                     | Rabat                                                                         | Marocco                                                                       | 0 – 1                                                                         | Costa d'Avorio                                                                | Amichevole                                                                    | -                                                                             | 82’                                                                           |
| 15-11-2003                                                                    | Dakar                                                                         | Senegal                                                                       | 1 – 0                                                                         | Costa d'Avorio                                                                | Amichevole                                                                    | -                                                                             | 69’                                                                           |
| Totale                                                                        |                                                                               | Presenze                                                                      | 29                                                                            |                                                                               | Reti                                                                          | 1                                                                             |                                                                               |

## Palmarès

### Club

#### Competizioni nazionali
- Serie B: 1

Siena: 2002-2003
- Campionato ivoriano: 3

ASEC Mimosas: 1995, 1997, 1998
- Coppa della Costa d'Avorio: 2

ASEC Mimosas: 1995, 1997

#### Competizioni internazionali
- CAF Champions League: 1

ASEC Mimosas: 1998